# Mezinárodní esperantské muzeum
| Esperanto |  |
| |  |
| Jazyk |  |
| |  |
| - Akademie esperanta - Gramatika - Slovníky - Esperantologie - Abeceda - Číslovky - Fundamento - lernu! - Letní škola esperanta                                                                             |  |
| |  |
| Organizace |  |
| |  |
| - UEA - TEJO - E@I - EEU - SAT - Český esperantský svaz - Česká esperantská mládež - Esperantské kluby - Katolíci                                                                                           |  |
| |  |
| Dějiny |  |
| |  |
| - Ludvík Lazar Zamenhof - Časová osa - Buloňská deklarace - Ido-schizma - Krize ata/ita - Neutrální Moresnet - Interhelpo - Pražský manifest - Bona Espero - Esperantské město                              |  |
| |  |
| Kultura |  |
| |  |
| - Esperantská setkání - Pasporta Servo - Hudba - Rozhlas - Finvenkismus - Homaranismus - Kabei - Politika - La Espero - Stelo - Symboly (vlajka) - UK - IJK - Esperantista - Rodilí mluvčí - Zamenhofův den |  |
| |  |
| Literatura |  |
| |  |
| - Autoři - Esperantské časopisy - Esperantské slovníky - PIV - Wikipedie - KAEST |  |
| |  |
| Úhly pohledu |  |
| |  |
| - Propedeutická hodnota - Srovnání s idem - Srovnání s interlinguou - Reformy - Odpor vůči esperantu |  |

Mezinárodní esperantské muzeum je esperantské muzeum, které ve Vídni založil v roce 1927 Hofrat Hugo Steiner a v roce 1928 bylo jako nezávislá sbírka začleněno do struktur Rakouské národní knihovny. Dnes je současně muzeem, knihovnou, dokumentačním centrem a archivem. Poskytuje prostory pro světově nejrozsáhlejší sbírku na téma umělých jazyků a lingvistickou vědeckou knihovnu zaměřenou na jazykové plánování. Od roku 2005 je Oddělení pro plánové jazyky a Esperantské muzeum umístěno ve vídeňském barokním paláci Palais Mollard-Clary.